# Madonna della Lettera
(Dalla Lettera di Maria ai messinesi)

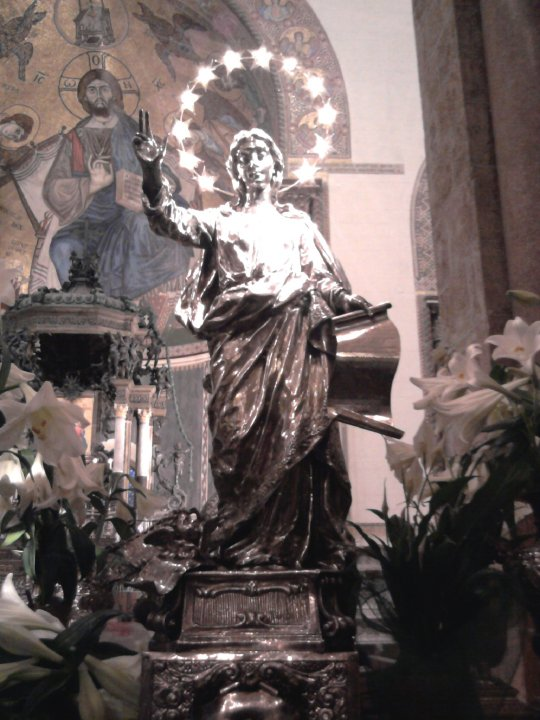
La statua argentea di Lio Gangeri all'interno del duomo, in occasione della festa

Processione della Madonna della Lettera

Madonna della Lettera è uno degli appellativi utilizzati dalla Chiesa cattolica nella venerazione di Maria, madre di Gesù. 
La Madonna della Lettera è venerata dai fedeli cattolici come santa patrona di Messina, di Itala (città metropolitana di Messina), di Palmi (città metropolitana di Reggio Calabria), di Finale, frazione di Pollina (città metropolitana di Palermo) e di Pannaconi, frazione di Cessaniti (provincia di Vibo Valentia). Il culto avviene anche a Riposto (città metropolitana di Catania), dove il santuario dedicato alla Madonna della Lettera è il più antico della città, e nel quartiere Corte a Santa Margherita Ligure (città metropolitana di Genova) nella chiesa di San Giacomo di Corte. Inoltre, in passato esisteva una cappella dedicata alla Madonna della Lettera anche ad Alì Terme.

## La nascita del culto a Messina

### La tradizione
Secondo i fatti narrati dalla tradizione, San Paolo, giunto a Messina per predicare il Vangelo, trovò la popolazione ben disposta a lasciarsi convertire: ben presto molti cittadini aderirono all'invito, convertendosi al cristianesimo. Nel 42, quando Paolo si accingeva a tornare in Palestina, alcuni messinesi chiesero di accompagnarlo per poter conoscere la Madonna di persona. Così, una delegazione di messinesi si recò in Palestina con una missiva, nella quale i molti concittadini convertiti alla fede di Cristo professavano la loro fede e chiedevano la protezione di Maria.
Maria li accolse e, in risposta alla missiva, rimandò una sua lettera, scritta in ebraico, arrotolata e legata con una ciocca dei suoi capelli. La delegazione tornò a Messina l'8 settembre del 42 recando l'importante missiva: in essa Maria lodava la loro fede, diceva di gradire la loro devozione e assicurava loro la sua perpetua protezione. La ciocca di capelli è custodita presso il Duomo di Messina e viene esposta nel giorno del Corpus Domini, incastonata nell'albero di un piccolo galeone costruito in argento, che rappresenta uno degli esempi della protezione della Madonna per Messina.
Nel 1647 suor Maria Roccaforte, monaca benedettina di Bivona e nota per le sue rivelazioni confessate al suo padre spirituale su Santa Rosalia, ebbe delle visioni della Vergine Maria e dell'Angelo Custode che le confermarono l'autenticità della Lettera. Il culto della Madonna della Lettera, comunque, si affermò nel 1716, anno in cui il monaco Gregorio Arena portò a Messina una traduzione dall'arabo della lettera di Maria. Da allora, la città di Messina celebra la festa il 3 giugno, con una affollata processione del fercolo argenteo della Madonna.
Dal culto della Madonna della Lettera viene la tradizione, diffusa soprattutto a Messina e provincia, dei nomi Letterio e Letteria.
Il testo della lettera consegnata alla delegazione di messinesi recita:
Madre di Gesù crocifisso,

della tribù di Giuda,

della stirpe di Davide,

salute a tutti i messinesi

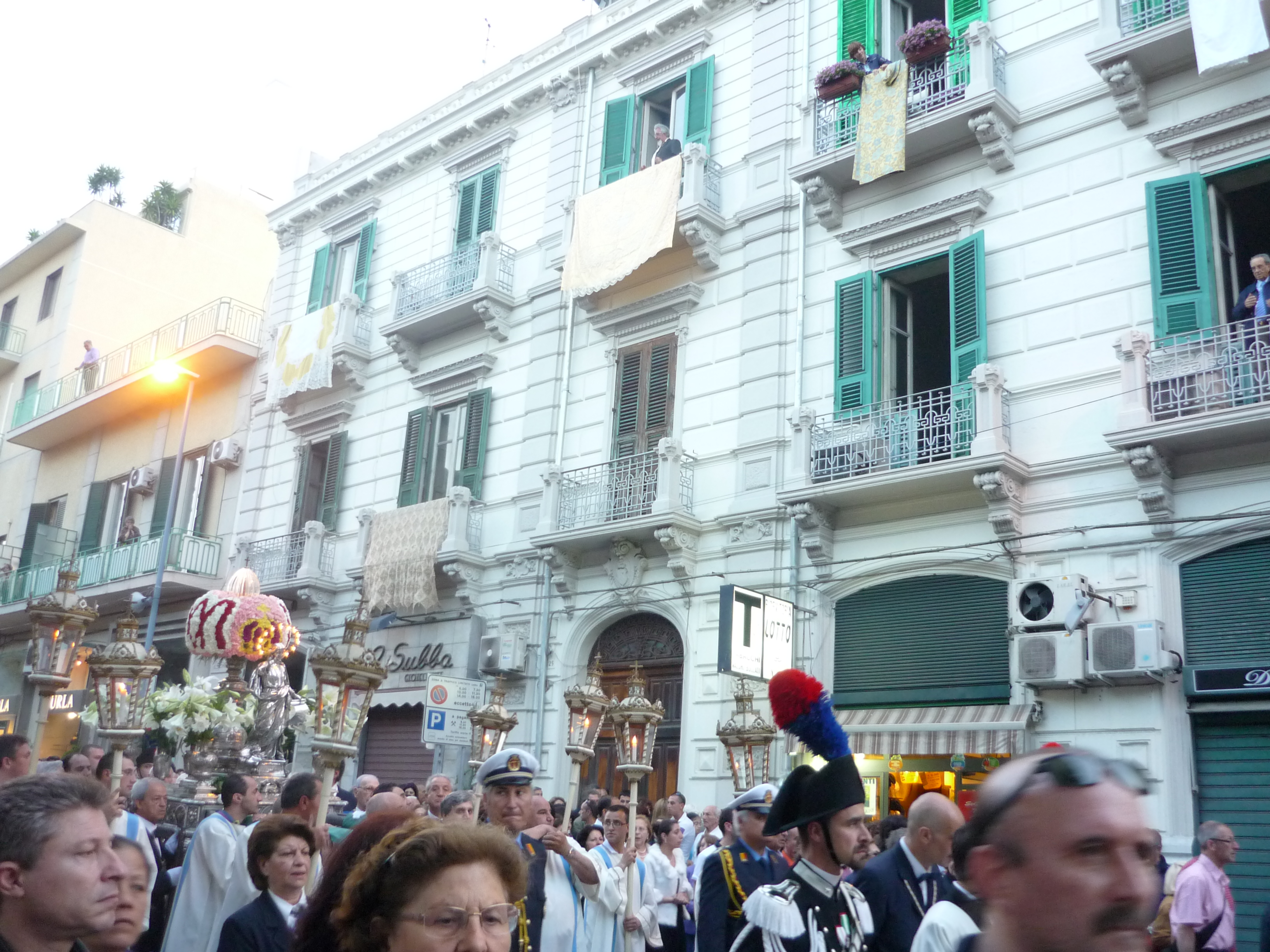
Una fase della processione sulla via Garibaldi. Si notino i drappi sui balconi, secondo l'antica tradizione

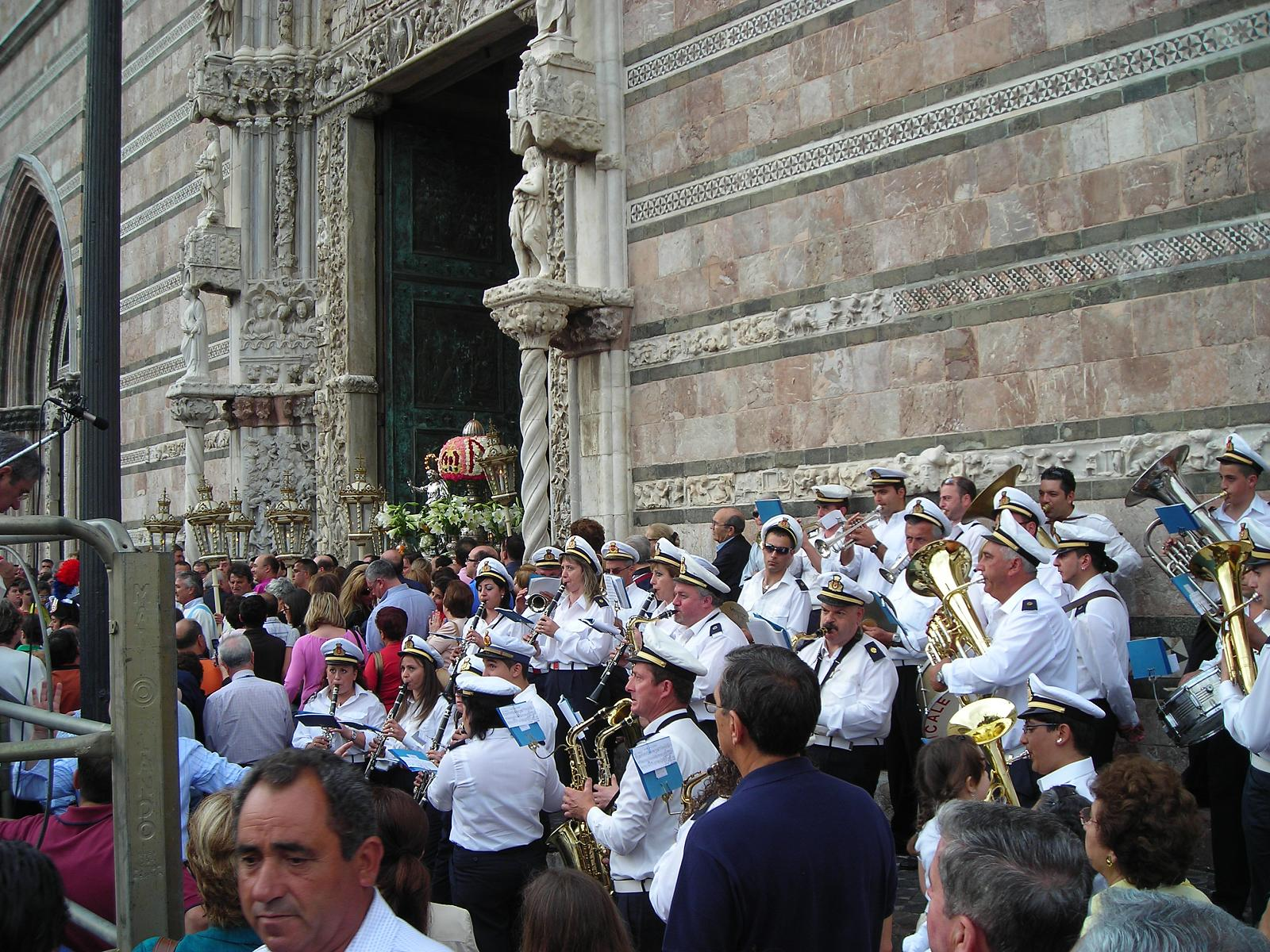
La varetta della Madonna della Lettera e della reliquia del Sacro Capello, esce dal Duomo di Messina per la processione in occasione della festività del 3 giugno

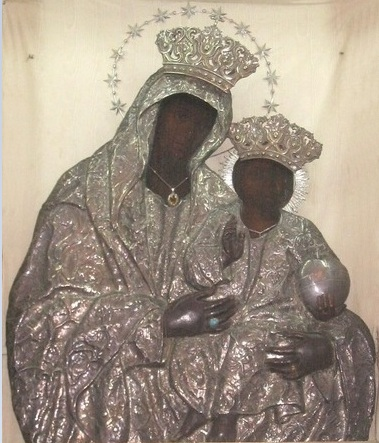
Icona di Maria Santissima della Sacra Lettera, venerata a Palmi

e Benedizione di Dio Padre Onnipotente.

Ci consta per pubblico strumento che voi tutti con fede grande

avete a noi spedito Legati e Ambasciatori,

confessando che il Nostro Figlio,

generato da Dio sia Dio e uomo

e che dopo la sua resurrezione salì al cielo:

avendo voi conosciuta la via della verità

per mezzo della predicazione di Paolo apostolo eletto

per la qual cosa benediciamo voi e la vostra città

della quale noi vogliamo essere perpetua protettrice.
Da Gerusalemme 3 giugno anno 42 di Nostro Figlio. Indizione 1 luna XXVII»
La frase Vos et ipsam Civitatem benedicimus ("Benediciamo voi e la vostra Città") è oggi scritta a caratteri cubitali alla base della stele della Madonnina sul braccio estremo del porto di Messina. Da notare che il testo della lettera reca un'incongruenza nella data, poiché a quel tempo non esisteva ancora la datazione cristiana.

### L'opera di Flavio Lucio Destro
Esiste un solo documento storico che faccia riferimento ai fatti narrati dalla tradizione: l'opera Chronicon Omnimodae Historiae dello storico Flavio Lucio Destro (IV-V secolo d.C.), che afferma:
Tuttavia, secondo alcuni storici, tra cui Theodor Mommsen, tale frase non sarebbe di Flavio Lucio Destro, ma si tratterebbe di un'interpolazione al testo, inserita in epoca posteriore.

## Il culto a Palmi
Il culto a Palmi verso la Madonna della Sacra Lettera deriva da un evento storico. Nel 1575 scoppiò a Messina un'epidemia di peste che procurò la morte di oltre 40.000 persone. I cittadini di Palmi accolsero quanti fuggirono dalla città peloritana ed inoltre, tramite i suoi marinai, mandarono aiuti tramite generi di vitto e olio. Superata la calamità, in segno di ringraziamento per gli aiuti prestati, la città di Messina donò alle autorità ecclesiali di Palmi uno dei capelli della Madonna che furono portati nella città siciliana unitamente alla lettera di benedizione. 
Nel 1582 arrivò quindi alla Marina di Palmi un reliquiario contenente un Sacro Capello della Vergine. Da quel momento, anche nel popolo palmese cominciò la venerazione verso la Madonna appellata col titolo "della Sacra Lettera" e si adottò la sua effigie nera racchiusa in una manta d'argento a somiglianza di quella venerata nella città peloritana. La Sacra Congregazione dei Riti, con decreto del 12 settembre 1733, elesse la Madonna della Lettera quale patrona principale della città, fissandone l'Ufficio Divino e la Santa messa nell'ultima domenica di agosto. 
Ercole Michele Ajerbi d'Aragona, vescovo di Mileto, il 22 marzo 1734 concedeva 40 giorni d'indulgenza a tutti i sacerdoti di Palmi che, dopo le recita dell'Ufficio Divino, avessero letto devotamente la Lettera di Maria al popolo. Anche papa Pio VI, in data 26 gennaio 1776, dette l'indulgenza.

## Il culto a Finale
Il culto della Madonna della Lettera arrivò a Finale (in provincia di Palermo) tramite il casato dei Ventimiglia, marchesi di Geraci, proprietari feudali delle Madonie, di cui anche il feudo di Finale era parte. Tale borgata era la residenza estiva della nobile famiglia. Il culto è dovuto soprattutto alla parentela con la famiglia nobile messinese dei Moncada, molto devota alla Madonna della Lettera.

## Il culto a Santa Margherita Ligure
La Madonna della Lettera è venerata anche in Liguria a Santa Margherita Ligure, in particolare nel quartiere di Corte, dove il 20 giugno 1783 una barca di pescatori di corallo recuperò una statua della Madonna della Lettera che, come poi si coprì, era caduta in mare a Messina a causa del terribile terremoto di pochi giorni prima.
Da allora la statua lignea è conservata nella chiesa di San Giacomo di Corte e la Madonna della Lettera è considerata patrona del quartiere di Corte. 
La festa ricorre il 27 luglio di ogni anno.